# Noćni klub
Noćni klub ili samo klub, ponekad nazivan i diskoteka ili disko, ugostiteljski objekt koji je otvoren do kasno u noć ili do ranih jutarnjih sati i nudi usluge pića, plesa i ostale zabavne sadržaje. Popularan je dio noćnog života u gradovima, zajedno s kinima, pubovima, barovima, kabaretima, koncertima i drugim sadržajima.
Noćni klubovi sastoje se uglavnom od prostora za bar, plesnog podija s disko kuglom i laserskim prikazom svjetla, pozornicom na kojoj se izvode glazbeni nastupi, kazališne predstave te cirkuske, mađioničarske i slične izvedbe. Pozornica može služiti i kao prostor za disk džokeja (DJ) koji miksa glazbu.
Noćni klubovi imaju propisana ograničenja poput zabrane ulaska maloljetnim osobama ili pridržavanja strogim pravilima odijevanja, a za takve stvari, kao i osiguravanje reda brinu se izbacivači koje angažiraju vlasnici klubova.
Klubovi ostvaruju najveći promet vikendom, najviše petkom i subotom navečer. S obzirom na različite sadržaje ili vrste gostiju kojima je klub namijenjen, postoji široki raspon vrsta noćnih klubova.

## Povijesni razvoj noćnih klubova

### SAD i svijet
Noćni klubovi u SAD-u evoluirali su iz kabareta, koji su počeli djelovati u 19. stoljeću. U ranom 20. stoljeću noćni klubovi organiziraju mjesta za glazbu i ples uživo na klaviru ili jukeboxu. Tijekom prohibicije u SAD-u, noćni klubovi odlaze u podzemlje i postaju ilegalni ugostiteljski objekti za okupljanje i zabavu. Kada je ukinuta prohibicija 1933. godine, otvaraju se poznati klubovi 21 Club, Copacabana, El Morocco i Stork Club u kojima nastupaju glazbeni sastavi uživo.
Za vrijeme Drugog svjetskog rata (1939. – 1945.) otvaraju se u okupiranoj Francuskoj noćni klubovi u kojima se sviralo jazz i bebop. Godine 1947. otvoren je noćni klub Whisky à Gogo u Parizu u kojem je jukebox zamijenjen s dvije rotacijske gramofonske ploče na kojema se kontinuirano izmjenjivala glazba, bez prekida, a postavljen je i plesni podij sa zamračenom rasvjetom.
Godine 1965. otvoren je noćni klub Arthur u prostoru bivšeg  El Morocca na Manhattanu koji je bio prva i najvažnija diskoteka do 1969. godine. Tijekom 1970-ih razvila su se disco večeri s diskotekama i DJ-evima koji su puštali glazbu. Godine 1977. otvoren je u New York Cityju tada veoma popularni i zloglasni Studio 54. Druge poznate diskoteke bile su Studio One u Los Angelesu, Leviticus, Xenon, The Loft i Paradise Garage u New Yorku, Trocadero Transfer, I-Beam i End Up u San Franciscu i The Library u Atlanti.
Tijekom 1980-ih najvažniji noćni klubovi u Europi The Orbit u Leedsu, Qudrant Park u Newcastleu, 051 u Liverpoolu i The Hacienda u Manchesteru u Ujedinjenom Kraljevstvu te Les Bains Douches u Parizu u Francuskoj, Pacha na Ibizi u Španjolskoj itd. Istovremeno, najpoznatiji noćni klubovi u tom razdoblju u New Yorku bili su Area, Danceteria i The Limelight. U to vrijeme glazbeni žanr se pomaknuo prema funku i pop glazbi uz pojačani glazbeni tempo, uporabu sintisajzera i dance glazbe.
U razdoblju 1990-ih i 2000-ih dominirala je elektronička glazba u noćnim klubovima, posebice house i techno, ali i trance, hip-hop i eurodance. Razvija se jaka DJ kulturna scena.

### Hrvatska
Prvi noćni klub u Hrvatskoj bio je Amfora u Jelsi na otoku Hvaru otvoren 1964. godine, dok je prvi klub s imenom diskoteka bio Klub 57 iz Opatije, popularno nazvan Arkada, otvoren 1967. godine. Pojedini izvori za prvi noćni klub u Hrvatskoj navode riječki klub Husar, otvoren 1957. godine u kojem se puštala glazba s gramofona zbog uštede, zbog čega postoji dvojba je li upravo taj klub bio prvi, jer u općoj percepciji postoji dvojba definira li noćni klub puštanje glazbe s nekog medija za glazbu (gramofon, radio itd.) ili glazba uživo putem najma nekog glazbenog sastava.
Veliki pomak u razvoju i otvaranju noćnih klubova dogodio se 1970. godine kada je u Zagrebu otvoren Saloon, nakon čega se počinju otvarati noćni klubovi diljem Hrvatske.

## Vanjske poveznice
- Noćni klubovi – encyclopedia.com (engl.)
- Noćni klubovi – encyclopedia.chicagohistory.org (engl.)
- Povijest noćnih klubova – nightlifeassociation.org (engl.)
- U potrazi za povješću noćnih klubova – clubbonafide.com (engl.)
- Prvi disko klub u Hrvatskoj – putnikofer.hr
- Povijest noćnih klubova: Kako su nastajala prva mjesta za čagicu u Hrvatskoj – mirovina.hr